# Plionictis
Plionictis — вымерший род хищных млекопитающих из семейства куньих (Mustelidae) подсемейства Guloninae. Ископаемые остатки представителей рода известны из среднего миоцена и среднего плиоцена Северной Америки: США, Мексика и Канада (15,97—4,9 млн лет назад).

## Виды
По данным сайта Paleobiology Database, на июнь 2023 года в род включают 5 вымерших видов:
- † Plionictis buwaldi
- † Plionictis kinseyi
- † Plionictis oaxacaensis
- † Plionictis ogygia
- † Plionictis oregonensis